# Micah Williams
Micah Williams (12 de noviembre de 2001) es un deportista de Estados Unidos que compite en atletismo. Ganó una medalla de oro en el Campeonato Mundial de Atletismo Sub-20 de 2018, en la prueba de 4 × 100 m.